# 유황앵무
유황앵무(Cacatua sulphurea)는 몸길이 최대 35센티미터인 관앵무의 일종이다. 깃털은 하얗지만 피부는 청백색을 띠며, 이외에 회색발, 검은 부리, 노란 왕관같은 모양을 이 종의 특징으로 볼 수 있다. 암컷과 수컷은 비슷하다.

## 서식
유황앵무는 동티모르, 인도네시아의 섬인 발리섬, 티모르섬, 술라웨시섬 등의 숲 및 경작지 인근에 서식한다. 이들은 오스트레일리아에 서식한다.

## 특징
큰노랑머리앵무와 곧잘 혼동되기도 하지만, 후자는 뺨에 노란색 점이 없다. 유황앵무는 또한 가슴이 더 밝고 주황색에 가깝다.

## 주식
유황앵무의 주식은 씨앗, 새싹, 과일, 견과류, 풀 등이다. 암컷은 한번에 알 2개 또는 3개를 나무 구멍에 낳으며, 알을 돌보는 것은 암컷과 수컷의 공동의무이다.
국제자연보호연맹은 유황앵무의 보전상태를 "위기/위급"으로 평가하고 있으며, 국제 야생동식물 멸종위기종 거래에 관한 조약의 부속서 I에 올라와 있다. 야생개체수는 10,000마리 이하로 예상되며, 애완용으로 유출되는 것이 가장 커다란 위협으로 여겨지고 있다.